# تپه نویل
تپه نویل مربوط به دوران‌های تاریخی پس از اسلام است و در شهرستان تاکستان، روستای قره داش واقع شده و این اثر در تاریخ ۲۵ اسفند ۱۳۷۸ با شمارهٔ ثبت ۲۶۷۸ به‌عنوان یکی از آثار ملی ایران به ثبت رسیده است.